# Дон-1200 (комбайн)

Дон-1200Б

Дон-1200 — радянський зернозбиральний комбайн, що випускається заводом «Ростсільмаш». Розроблявся як заміна СК-5 «Нива», проте, довгий час виготовлявся з ним паралельно.
Серійно комбайн почав випускатися з 1985 року і виготовлявся до кінця 90-х років.
По конструкції схожий з комбайном Дон-1500, відрізняється від нього в основному меншою продуктивністю, а також конструкцією хедера, ходовою частиною, силовою передачею, наявністю гідравлічної системи вирівнювання, зменшеною до 4,5 м³ місткістю бункера. Дон-1200 також може використовуватися в гірських районах з ухилом рельєфу менше 20°. Там були модифікації Дон-1200б і Дон-1200А.
Важливі технічні характеристики Дон-1200:
- Двигун — СМД-23
- Ширина молотарки — 1200 мм
- Ширина захвату жатки — 6 м
- Пропускна здатність молотарки — 6,5 кг/с
- Вмістимість бункера і копнітеля — 4,5 и 12 м3
- Колісна база — 4200 мм
- Кліренс — 370 мм
- Маса — 14500 кг